# Elezioni regionali in Sardegna del 2014
Le elezioni regionali in Sardegna del 2014 si sono tenute il 16 febbraio. A differenza della tornata precedente, si è votato nella sola giornata di domenica.
Già fissate per il 2 marzo, sono state successivamente anticipate di due settimane, facendo nascere polemiche per i tempi estremamente ristretti necessari a presentare le liste ed i candidati.

## Contesto

### Legge elettorale
La legge elettorale è stata ancora una volta modificata, con la Legge Regionale Statutaria 12 novembre 2013. È eletto presidente il candidato che ottiene la maggioranza (anche solo relativa) dei voti. Se il candidato eletto ottiene almeno il 25% dei voti, alle liste che lo appoggiano viene garantita la maggioranza dei seggi in consiglio.

Più in dettaglio, la legge prevede un unico turno, con voto di lista, la possibilità di esprimere una preferenza all'interno della lista prescelta, e voto per il candidato presidente, su un'unica scheda. È possibile votare per una lista e per un candidato presidente non collegati fra loro (Art. 9).
È eletto presidente il candidato che abbia ottenuto la maggioranza relativa (Art. 1, Comma 4). Alle liste collegate al presidente eletto viene eventualmente assegnato un premio di maggioranza nella seguente misura: il 60% dei seggi nel caso il presidente eletto abbia ottenuto una percentuale di preferenze superiore al 40%; il 55% dei seggi nel caso il presidente eletto abbia ottenuto una percentuale di preferenze compresa fra il 25% e il 40%, mentre nessun premio di maggioranza è assegnato se il presidente è eletto con meno del 25% (Art. 13).

La legge prevede una soglia di sbarramento del 10% per le coalizioni, e del 5% per le liste non coalizzate (Art. 1, Comma 7). Nessuno sbarramento è previsto per le liste all'interno delle coalizioni che abbiano superato il 10%.

### Presentazione delle candidature
Il governatore uscente, Ugo Cappellacci, si ripresenta come candidato alla presidenza della regione. A sostenerlo è la coalizione che ha amministrato la Sardegna dal 2009: Forza Italia, Unione di Centro, Fratelli d'Italia, Unione Democratica Sarda e Riformatori Sardi. 
Non si presenta invece alle regionali il neonato Nuovo Centrodestra, che ha preferito concentrarsi sullo strutturarsi e organizzarsi in vista delle elezioni europee del 2014.
Nel centrosinistra si sono svolte, a settembre, delle primarie di coalizione, in cui è risultata vincitrice Francesca Barracciu col 44%. Già a dicembre alcuni appartenenti alla coalizione avevano deciso di non sostenerla, a causa di un avviso di garanzia da lei ricevuto per l'utilizzo di alcuni fondi dei gruppi consiliari. Dopo varie polemiche, e con l'intervento anche di Matteo Renzi, alla fine di dicembre la Barracciu rinuncerà alla sua candidatura. La coalizione, composta anche da Sinistra Ecologia Libertà ed Italia dei Valori, ha annunciato il 6 gennaio di aver optato per una candidatura condivisa di Francesco Pigliaru. Sostengono la candidatura di Pigliaru anche il Partito Socialista Italiano, Rifondazione Comunista, Comunisti Italiani, il Centro Democratico, i Verdi, il Partito dei Sardi, i Rosso Mori, La Base, Indipendèntzia Repùbrica de Sardigna e l'Unione Popolare Cristiana.
Hanno presentato la propria candidatura anche Pier Franco Devias (Fronte Indipendentista Unidu), Michela Murgia (Sardegna Possibile), Mauro Pili (Unidos), Gigi Sanna (Movimento Zona Franca). La lista di Cristina Puddu (Paris-Malu Entu) è stata esclusa per non aver raccolto un numero sufficiente di firme, e la lista di Michelangelo Serra (Onestà e Progresso) è stata esclusa poiché non è stata presentata in almeno 6 circoscrizioni .
Non ha partecipato alla competizione elettorale il Movimento 5 Stelle, che era stato il primo partito politico dell'isola nelle politiche dell'anno precedente, con circa il 30% dei voti. Beppe Grillo, difatti, non ha autorizzato il gruppo sardo ad utilizzare il simbolo del movimento, a causa delle divisioni interne al gruppo stesso.
Nemmeno Sardigna Natzione parteciperà alle elezioni, per la prima volta dopo vent'anni  non fornendo, neanche, specifica indicazione di voto.

### Sondaggi
L'istituto Datamedia Ricerche ha svolto alcuni sondaggi su commissione de L'Unione Sarda. A detta degli stessi sondaggisti, le informazioni più "solide" del sondaggio sono che, a 21 giorni di distanza dalle elezioni, il 30% dei cittadini intervistati aventi diritto al voto... dichiara, senza alcun imbarazzo, di non sapere che il prossimo 16 febbraio si terrà il voto per le amministrative sarde, e che la somma degli indecisi e di coloro che hanno già deciso di non andare a votare si attesta attorno al 50%. Il sondaggio, pertanto, non può essere considerato una previsione...; è, semmai, una fotografia di questo momento, resa fosca dagli aspetti elencati in precedenza.
I dati sono tratti dall'elenco sondaggi sulla pagina della Presidenza del Consiglio dei Ministri 
| Istituto                                                     | Data               | Francesco Pigliaru (coalizione di Centrosinistra) | Michela Murgia (Sardegna Possibile) | Ugo Cappellacci (coalizione di centrodestra) | Mauro Pili (Unidos) | Gigi Sanna (Zona Franca) | Pier Franco Devias (Fronte Indipendentista) | Indecisi, astenuti, non votano |
| Voti ai presidenti                                           | Voti ai presidenti | Voti ai presidenti                                | Voti ai presidenti                  | Voti ai presidenti                           | Voti ai presidenti  | Voti ai presidenti       | Voti ai presidenti                          | Voti ai presidenti             |
| ------------------------------------------------------------ | ------------------ | ------------------------------------------------- | ----------------------------------- | -------------------------------------------- | ------------------- | ------------------------ | ------------------------------------------- | ------------------------------ |
| Datamedia Archiviato il 2 febbraio 2014 in Internet Archive. | 1º febbraio        | 36,0-39,7                                         | 19,1-21,8                           | 38,2-40,4                                    | 3,3-4,7             | 1,8-2,5                  | 0,7-1,2                                     | 48,3                           |
| Datamedia                                                    | 12 gennaio         | 33,0                                              | 24,0                                | 37,0                                         | 6,0                 | -                        | -                                           | 54,0                           |
| Voti ai gruppi di liste                                      |                    |                                                   |                                     |                                              |                     |                          |                                             |                                |
| Datamedia                                                    | 1º febbraio        | 39,5-43,0                                         | 7,0-9,0                             | 37,0-39,5                                    | 3,5-5,0             | 1,0-2,0                  | 0,5-1,0                                     | 52,9                           |
| Datamedia                                                    | 25 gennaio         | 43,0                                              | 14,0                                | 38,0                                         | 2,5                 | 1,5                      | 1,0                                         | 52,8                           |

## Risultati
| Candidati                                                       | Candidati                                                       | Voti                                                            | %     | Liste                        | Voti    | %     | Seggi |
| --------------------------------------------------------------- | --------------------------------------------------------------- | --------------------------------------------------------------- | ----- | ---------------------------- | ------- | ----- | ----- |
|                                                                 | Francesco Pigliaru ✔️ Presidente                                | 313 513                                                         | 42,47 | Partito Democratico          | 150 895 | 21,99 | 18    |
| Sinistra Ecologia Libertà                                       | Francesco Pigliaru ✔️ Presidente                                | 313 513                                                         | 42,47 | 35 898                       | 5,23    | 4     |       |
| Partito dei Sardi                                               | Francesco Pigliaru ✔️ Presidente                                | 313 513                                                         | 42,47 | 18 328                       | 2,67    | 2     |       |
| Rossomori                                                       | Francesco Pigliaru ✔️ Presidente                                | 313 513                                                         | 42,47 | 18 030                       | 2,63    | 2     |       |
| Centro Democratico                                              | Francesco Pigliaru ✔️ Presidente                                | 313 513                                                         | 42,47 | 14 580                       | 2,12    | 2     |       |
| Sinistra Sarda (Rifondazione Comunista - Comunisti Italiani)    | Francesco Pigliaru ✔️ Presidente                                | 313 513                                                         | 42,47 | 14 393                       | 2,10    | 2     |       |
| Unione Popolare Cristiana                                       | Francesco Pigliaru ✔️ Presidente                                | 313 513                                                         | 42,47 | 11 773                       | 1,72    | 1     |       |
| Partito Socialista Italiano                                     | Francesco Pigliaru ✔️ Presidente                                | 313 513                                                         | 42,47 | 9 531                        | 1,39    | 1     |       |
| Italia dei Valori - Verdi                                       | Francesco Pigliaru ✔️ Presidente                                | 313 513                                                         | 42,47 | 7 578                        | 1,10    | 1     |       |
| Indipendèntzia Repùbrica de Sardigna                            | Francesco Pigliaru ✔️ Presidente                                | 313 513                                                         | 42,47 | 5 635                        | 0,82    | 1     |       |
| La Base                                                         | Francesco Pigliaru ✔️ Presidente                                | 313 513                                                         | 42,47 | 4 931                        | 0,72    | 1     |       |
|                                                                 | Ugo Cappellacci                                                 | 292 040                                                         | 39,57 | Forza Italia                 | 126 831 | 18,48 | 10    |
| Unione di Centro                                                | Ugo Cappellacci                                                 | 292 040                                                         | 39,57 | 52 093                       | 7,59    | 4     |       |
| Riformatori Sardi                                               | Ugo Cappellacci                                                 | 292 040                                                         | 39,57 | 41 142                       | 5,99    | 3     |       |
| Partito Sardo d'Azione                                          | Ugo Cappellacci                                                 | 292 040                                                         | 39,57 | 32 225                       | 4,70    | 3     |       |
| Fratelli d'Italia - Centrodestra Nazionale                      | Ugo Cappellacci                                                 | 292 040                                                         | 39,57 | 19 271                       | 2,81    | 1     |       |
| Unione dei Sardi                                                | Ugo Cappellacci                                                 | 292 040                                                         | 39,57 | 17 751                       | 2,59    | 1     |       |
| Zona Franca - Lista Randaccio                                   | Ugo Cappellacci                                                 | 292 040                                                         | 39,57 | 11 209                       | 1,63    | 1     |       |
| Seggio assegnato al candidato presidente classificatosi secondo | Seggio assegnato al candidato presidente classificatosi secondo | Seggio assegnato al candidato presidente classificatosi secondo | 39,57 | 1                            |         |       |       |
|                                                                 | Michela Murgia                                                  | 76 155                                                          | 10,32 | ProgReS                      | 18 842  | 2,75  | –     |
| Gentes                                                          | Michela Murgia                                                  | 76 155                                                          | 10,32 | 15 315                       | 2,23    | –     |       |
| Comunidades                                                     | Michela Murgia                                                  | 76 155                                                          | 10,32 | 12 196                       | 1,78    | –     |       |
|                                                                 | Mauro Pili                                                      | 42 858                                                          | 5,81  | Unidos                       | 19 771  | 2,88  | –     |
| Mauro Pili Presidente                                           | Mauro Pili                                                      | 42 858                                                          | 5,81  | 11 515                       | 1,68    | –     |       |
| Fortza Paris - Azione Popolare Sarda                            | Mauro Pili                                                      | 42 858                                                          | 5,81  | 5 359                        | 0,78    | –     |       |
| Soberania                                                       | Mauro Pili                                                      | 42 858                                                          | 5,81  | 1 251                        | 0,18    | –     |       |
|                                                                 | Pierfranco Devias                                               | 7 658                                                           | 1,04  | Fronte Indipendentista Unidu | 4 833   | 0,70  | –     |
|                                                                 | Luigi Amedeo Sanna                                              | 5 903                                                           | 0,80  | Movimento Zona Franca        | 5 127   | 0,75  | –     |
| Totale                                                          | Totale                                                          | 738 127                                                         | 100   |                              | 686 303 | 100   | 59    |

## Composizione del Consiglio Regionale
Di seguito la composizione del consiglio regionale e dei gruppi consiliari. Tra parentesi i nomi dei consiglieri decaduti o dimessi 
Gruppo misto
- Francesco Agus
- Fabrizio Anedda
- Anna Maria Busia
- Mario Angelo Giovanni Carta
- Emilio Usula

Partito Democratico
- Raimondo Cacciotto (subentra a Gavino Manca)
- Pietro Cocco
- Alessandro Collu
- Giampietro Comandini
- Roberto Deriu
- Daniela Forma
- Gianfranco Ganau
- Luigi Lotto
- Giuseppe Meloni
- Valerio Meloni (subentra a Salvatore Demontis)
- Cesare Moriconi
- Francesco Pigliaru
- Rossella Pinna
- Valter Piscedda
- Luigi Ruggeri
- Francesco Sabatini
- Antonio Solinas

Partito Dei Sardi
- Augusto Cherchi
- Gianfranco Congiu (subentra a Gavino Sale)
- Roberto Desini
- Gianmario Tendas
- Alessandro Unali

Forza Italia Sardegna
- Oscar Salvatore Giuseppe Cherchi
- Stefano Coinu (subentra a Pietro Pittalis)
- Giuseppe Fasolino
- Antonello Peru
- Alberto Randazzo (temporaneamente sostituito da Mariano Ignazio Contu e in seguito reintegrato)
- Marco Tedde
- Edoardo Tocco
- Stefano Tunis
- Alessandra Zedda

Art.1 Sinistra per la Democrazia
- Daniele Secondo Cocco
- Eugenio Lai
- Luca Pizzuto
- Paolo Flavio Zedda

Riformatori Sardi per l'Europa
- Michele Cossa
- Luigi Crisponi
- Attilio Maria Antonio Dedoni
- Alfonso Marras (subentra a Ignazio Francesco Tatti)

Partito Sardo d'Azione
- Paolo Luigi Dessì (subentra a Ignazio Locci)
- Gianfranco Mariano Lancioni (subentra a Christian Solinas)
- Gaetano Ledda
- Giovanni Satta (subentra a Gianni Lampis, decaduto e in seguito rinominato)

UDC Sardegna
- Mario Floris
- Giorgio Oppi
- Gian Filippo Sechi (subentra a Giuseppino Pinna)

Cristiano Popolari Socialisti
- Antonio Gaia (subentra a Efisio Arbau)
- Raimondo Perra
- Pierfranco Zanchetta

Fratelli D'Italia
- Gianni Lampis (subentra a Ugo Cappellacci dopo essere decaduto una prima volta dopo essere subentrato a Modesto Fenu)
- Marcello Orrù
- Gianluigi Rubiu
- Paolo Truzzu